# Ōsama Game The Animation
Ōsama Game The Animation (王様ゲーム ジ・アニメーション Ōsama Gemu Ji Animēshon?) es una adaptación de anime de la serie televisiva de Ōsama Game y la secuela, Ōsama Game: Extreme. Está animado por Seven.

## Trama
Una clase completa de 32 personas de la escuela secundaria recibe un mensaje en sus teléfonos celulares de una persona conocida solo como el "Rey". Los mensajes contienen órdenes que los estudiantes deben obedecer, o se arriesgan a ser castigados con la muerte. Con sus vidas en la línea, los estudiantes pronto descubren que las órdenes se están volviendo cada vez más extremas a medida que pasa el tiempo. Pero un estudiante, Nobuaki Kanazawa, está decidido a detener al mortífero Ōsama Game, de una vez por todas.

## Personajes
Nobuaki Kanazawa (金沢 伸明 Kanazawa Nobuaki?)
Seiyū: Mamoru Miyano
Nobuaki Kanazawa es uno de los personajes principales de la serie Ousama Game. Él es un estudiante que se transfiere a Kure Academy después del primer juego. Nobuaki era un estudiante alegre con muchos amigos antes del primer juego del rey. Mientras que en esta nueva escuela, tiene dificultades extremas para hacer amigos debido a su naturaleza agresiva y el miedo de perder a cualquier amigo potencial. Por lo tanto, cuando el Juego del Rey comenzó de nuevo, Nobuaki intenta que todos trabajen juntos para sobrevivir, pero todos se niegan a creerle. Después de la muerte de muchos compañeros de clase, los sobrevivientes restantes, con la excepción de Natsuko, gradualmente comienzan a confiar en él y están agradecidos por su intento de salvar a todos.
Chiemi Honda (本多 智恵美 Honda Chiemi?)
Seiyū: Mao Ichimichi
Chiemi Honda es la difunta novia de Nobuaki y uno de los personajes principales de Ōsama Game (adaptación de Manga) antes de los eventos de Ousama Game The Animation. Ella fue la segunda última sobreviviente cuando ella y Nobuaki recibieron la orden final de matar a la persona que más amaban. Chiemi se suicidó apuñalándose en el pecho para que Nobuaki pudiera sobrevivir.
Naoya Hashimoto (橋本 直也 Hashimoto Naoya?)
Seiyū: Shinnosuke Tachibana
Naoya Hashimoto es el último amigo de Nobuaki y uno de los personajes principales de Ousama Game (adaptación de Manga) antes de los eventos de Ousama Game The Animation. Finalmente murió en una orden de tirada de dados donde un estudiante tiene que tirar un dado y nombrar un número de estudiantes igual al número tirado, y el rodillo y los estudiantes nombrados serían castigados. Tomó el sacrificio para tirar el dado, tirando un 6.
Natsuko Honda (本多 奈津子 Honda Natsuko?)
Seiyū: Yui Horie
Natsuko Honda es el principal antagonista de Ousama Game The Animation. Ella era una chica popular en la clase 2-1 de la Academia Kure que inicialmente estaba enamorada de Nobuaki. Era una persona muy dulce, por lo general era la primera en presentarse, y era alegre y popular debido a su naturaleza extrovertida. Ella era una corredora rápida como se demostró en la carrera de relevos deportivos y más tarde, en el orden de la carrera del Rey. Se muestra que es atlética, ya que podía trepar y saltar desde una cerca con cables y ayudar a su equipo a ganar el día del deporte. Ella también es emocional y confía en sus amigos. Se revela en el Juego de Ousama: Kigen que ella es la hermana gemela de Honda Chiemi. Ella tiene un lado más oscuro y retorcido como resultado de los eventos de Ou-sama Game: Rinjou, donde fue la única sobreviviente, pero trata de ocultarlo con la esperanza de una vida escolar normal. Ella revela sus verdaderos colores cuando el nuevo Juego del Rey ha comenzado y Nobuaki no cooperó bien con ella. Ella era la antítesis de Nobuaki, creyendo firmemente que solo puede haber un sobreviviente y el egoísmo y la traición eran una necesidad para la supervivencia. Durante la batalla final, ella murió al ser golpeada por Riona por la espalda. Bajo su último aliento, ella también mató a Nobuaki, negándose a permitir que Riona lo venciera.
Toshiyuki Abe (阿部 利幸 Abe Toshiyuki?)
Seiyū: Yoshitsugu Matsuoka
Toshiyuki Abe fue un estudiante en el primer juego del Rey. Se mostró demostrativo en el orden de tirada de dados al tratar de forzar a otros a tirar el dado, incluido el mejor amigo Toshiyuki Fujioka. Después de ser llamado como un cobarde por todos, él amenaza a todos al tratar de matar a Chiemi, lo que obliga a Naoya a ponerse de pie para tirar el dado. Murió por estar entre los nombrados por Naoya.
Shingo Adachi (安達 信吾 Adachi Shingo?)
Seiyū: Shinya Hamazoe
Shingo Adachi fue un estudiante en el primer juego del rey. Se le dio una orden para enviar un mensaje de texto "DIE" a otros dos compañeros de clase. Tuvo una pelea con sus amigos al debatir a quién enviar un mensaje de texto con DIE, lo que finalmente lo llevó a caer por un tramo de escaleras y morir.
Kenta Akamatsu (赤松 健太 Akamatsu Kenta?)
Seiyū: Yuusuke Sasaki
Kenta Akamatsu era un estudiante en la Clase 2-1 de la Academia Kure. Era un estudiante musculoso que era una figura del "hermano mayor" de Nobuaki, y vino a su rescate cuando sus compañeros lo golpearon. Cuando Mizuki rompió su teléfono, Kenta, a quien el Rey le ordenó que le diera a cualquier compañero una orden de su elección, se dio una orden para proteger la vida de Mizuki. Acompañó a Nobuaki a ir a la aldea de Yonaki para investigar sobre el Juego del Rey, junto con Mizuki. Fue donde murió, cuando falló su orden de proteger a Mizuki.
Mizuki Yukimura (?)
Seiyū: Suzuna Kinoshita
Mizuki Yukimura era estudiante en la clase 2-1 de la Academia Kure. Se le dio una orden para enviar un mensaje de texto "DIE" a otros dos compañeros de clase, pero se resistió y rompió su teléfono. Ella acompañó a Nobuaki y Kenta en el viaje a Yonaki Village, donde recibió un nuevo teléfono y se vio atrapada en un dilema sobre a quién enviar un mensaje de texto DIE. En el pueblo, ella declaró su amor por Kenta y quería mandarse un mensaje de texto para que ambos pudieran morir juntos. Kenta la noqueó y le envió los mensajes a Natsuko y a él mismo para proteger la vida de Mizuki. Pero no fue suficiente porque rompió su teléfono celular original, y los mensajes de texto enviados en un teléfono nuevo no contaron, por lo que terminó muriendo con Kenta de todos modos.
Akira Aono (大野 明 Aono Akira?)
Seiyū: Fukushi Ochiai
Akira Aono fue estudiante en el primer juego del Rey. En el anime, murió por romper una orden para evitar hacer una acción innecesaria, que era llorar. Esto es diferente al manga en el que murió en un juego de dibujo de papel en el que todos los chicos tenían que turnarse para elegir entre 1, 2 o 3 hojas de papel. Al final, cualquiera que tuviera que tomar la hoja número 100 fue castigado.
Toshiyuki Fujioka (藤岡 俊之 Fujioka Toshiyuki?)
Seiyū: Koudai Sakai
Toshiyuki Fujioka fue un estudiante en el primer juego del Rey. Era el amigo de Toshiyuki Abe que murió a su lado en el orden de tirada de dados.
Tsubasa Furusawa (古澤 翼 Furusawa Tsubasa?)
Seiyū: Masashi Uchida
Tsubasa Furusawa fue un estudiante entre las primeras víctimas del juego del Rey en la Clase 2-1 de la Academia Kure. Murió por desobedecer la orden de no quedarse dormido. Nobuaki intentó salvarlo al irrumpir en su casa, pero ya era demasiado tarde.
Nami Hirano (平野 奈美 Hirano Nami?)
Seiyū: Minori Suzuki
Nami Hirano fue estudiante en el primer juego del Rey. Tenía una orden de darse una orden, y la orden que decidió fue encontrar y tocar al Rey después de que Nobuaki la convenciera de que el Rey era un estudiante en la clase. Resultó infructuoso y su castigo fue quedarse ciego. Al día siguiente, ella se suicidó ahogándose para ayudar a Nobuaki a obedecer su orden de perder algo importante para él.
Hirofumi Inoue (井上 浩文 Inoue Hirofumi?)
Seiyū: Suguru Narisawa
Hirofumi Inoue fue un estudiante en el primer juego del Rey. Murió por romper la orden para evitar hacer una acción innecesaria, que era llorar. Él es un "crybaby" confeso en sí mismo.
Satomi Ishii (石井 里美 Ishii Satomi?)
Seiyū: Miyuu Tsuji
Satomi Ishii estuvo entre las primeras víctimas en el juego original de Ousama. Ella murió debido a un castigo por no dejar que Hideki Toyota le tocara los pechos.
Ria Iwamura (岩村 莉愛 Iwamura Ria?)
Seiyū:Pile
Ria Iwamura fue la tercera última sobreviviente en el primer Juego del Rey. Estaba tranquila y sin amigos debido a que su padre la violó emocionalmente y la violó cuando era más joven. Al principio, intentaba batir egoístamente el Juego del Rey investigando por su cuenta, pero cuando solo había tres sobrevivientes, le revela a Nobuaki que el Juego del Rey se originó a partir de un virus que mató a las personas a través de la hipnosis. Intentó detener el juego eliminando el virus de su computadora portátil, pero fue una trampa y la castigaron por intentar salir del juego. Su castigo fue la muerte por incineración.
Tatsuya Jinba (神馬 達也 Jinba Tatsuya?)
Seiyū: Yuusuke Tonozaki
Tatsuya Jinba era un estudiante en la clase 2-1 de la Academia Kure. Murió una muerte no especificada en el segundo día del juego del rey.
Yusuke Kawakami (河上 勇佑 Kawakami Yusuke?)
Seiyū: Kimito Totani
Yusuke Kawakami fue un estudiante en el primer juego del rey. Era amigo íntimo y estaba enamorado en secreto de Kaori Maruoka. Ayudó a Nobuaki a investigar sobre el Juego del Rey y descubrió que originalmente se jugaba en un pueblo lejano. Murió poco después, cuando rompió la regla, evitó realizar una acción innecesaria, que era llorar.
Chia Kawano (川野 千亜 Kawano Chia?)
Seiyū: Ami Fukushima
Chia Kawano fue estudiante en el primer juego del Rey. Ella despreciaba vocalmente a Toshiyuki Abe y se apresuró a llamarlo por su comportamiento en el orden de tirada de dados. Ella terminó entre las víctimas de la orden junto con Toshiyuki.
Akemi Kinoshita (木下 明美 Kinoshita Akemi?)
Seiyū: Konomi Yuuzaki
Yuna Kobayashi (小林 優奈 Kobayashi Yuna?)
Seiyū: Megumi Nakajima
Yuna Kobayashi era estudiante en la Clase 2-1 en la Academia Kure. Inicialmente parecía ser amiga de Natsuko y participó en la carrera de relevos con ella en el festival deportivo, pero pronto comenzó a desconfiar de ella después de que ella mostró sus verdaderos colores después de que comenzó el Juego del Rey. Natsuko usó eso a su favor al usar la psicología inversa para convencerla de ir por el camino equivocado hacia la montaña. Finalmente, se cae de un precipicio y es castigada por no alcanzar la cima en 24 horas.
Aya Kuramoto (倉本 綾 Kuramoto Aya?)
Seiyū: Saki Fujita
Aya Kuramoto era una estudiante de Clase 2-1 en la Academia Kure. Su orden era perder algo precioso para ella. Ella trató de obedecer la orden matando a sus padres, pero no tuvo éxito. Al final, ella tuvo que matar a su perro, a lo que ella se resistió, resultando en su muerte por castigo.
Daiki Kurosawa (?)
Seiyū: Hitoshi Horinouchi
Kaori Maruoka (?)
Seiyū: Mariko Honda
Kaori Maruoka fue estudiante en el primer juego del Rey. Ella miró a Yuusuke quien la ayudó a enfrentarse a ella en la escuela primaria. Cuando Yuusuke murió, ella pensó que Nobuaki lo mató, así que ella trató de matarlo. Finalmente, ella murió al romper la regla para evitar hacer la acción innecesaria de llorar después de que Nobuaki le dijo que Yuusuke la amaba y le dijo a Nobuaki que la protegiera después de su muerte.
Masami Matsumoto (?)
Seiyū: Miyu Tomita
Masami Matsumoto fue un estudiante en el primer juego del Rey. Se cortó las muñecas en la noche de la orden de lanzamiento de dados, probablemente como un intento de suicidio. Terminó muriendo para siempre cuando la nombraron en la tirada de dados.
Riona Matsumoto (?)
Seiyū: Akari Uehara
Riona Matsumoto fue la sobreviviente final del juego de Ousama: La animación en la clase 2-1 de la Academia Kure. Durante el juego, ella lo investiga y comparte información con Nobuaki. Inicialmente actúa con fuerza y hace que Nobuaki use el sufijo honorífico -san cuando se dirige a ella, pero gradualmente se enamora de él. Durante el orden de la carrera, ella se queda atrás debido a la falta de resistencia, pero Nobuaki se sacrifica repetidamente corriendo detrás de ella e incluso corriendo hacia atrás, lo que la pone furiosa, ya que no quería ver a Nobuaki morir. En el enfrentamiento final, ella mata a Natsuko con una motosierra, pero Natsuko toma a Nobuaki con su derecha antes de declarar su amor por Nobuaki. Después, ella arrastró el cuerpo de Nobuaki a la playa y se supone que se suicidó ahogándose.
Aimi Murazumi (?)
Seiyū: Ibuki Kido
Aimi Murazami era una estudiante y la mejor amiga de Natsuko en la Clase 2-1 de la Academia Kure. En el juego de romper el dedo, inicialmente se negó a romperse los dedos para salvar a Natsuko, pero Natsuko le recordó con fuerza el momento en que se convirtieron en mejores amigas cuando Natsuko convenció a la tímida y débil Aimi para que saliera de su caparazón y participara en deportes, por lo que Ella terminó salvándola. No le gustaba la naturaleza distante de Nobuaki al principio, pero finalmente se siente agradecida por sus intentos de salvar a todos, especialmente en el orden de las carreras donde Nobuaki trató de llevarla. Así que cuando Riona o Nobuaki estaban destinados a morir por estar más lejos de la montaña, ella se sacrificó corriendo hacia atrás.
Teruaki Nagata (?)
Seiyū: Ryōta Suzuki
Teruaki Nagata Era un estudiante en Clase 2-1 de Kure Academia. Aspira para ser un peluquero y se ofrece a cortar el cabello de Nobuaki  en su primer día de clase, el cual finalmente haga en el final del juego. Después de ser violado por Natsuko debido al orden del Rey, arrebata su celular y bloquea al rey. El se rompe sus dedos para darle 4 dedos a Nutsuko para que muera, pero eso no sirve porque Aimi le da sus dedos a Natsuko. El muere porque rompió una regla la cual es "no retirase en el medio del juego"
Masatoshi Ooi (?)
Seiyū: Yuu Sanada
Masatoshi Ooi era un estudiante en la Clase 2-1 de la Academia Kure. En el orden de las carreras, un compañero de clase Takuya lo empujó por un tramo de escaleras, resultando en él entre el último lugar. Intenta sacrificarse a sí mismo saltando al océano, pero Nobuaki lo sigue y trata de salvarlo, pero no tuvo éxito. Sin embargo, resulta que Masatoshi vivió lo suficiente para ser castigado en la primera sesión de 8 horas, salvando a Nobuaki y Riona.
Takuya Sakamoto (?)
Seiyū: Satoshi Hino
Takuya Sakamoto era un estudiante en la Clase 2-1 de la Academia Kure. En el orden de las carreras, empujó a Masatoshi por un tramo de escaleras y abandonó al grupo que trató de cuidarlo. Cuando se acercó a la cima, se le atoraron las piernas con una trampa colocada por Natsuko, quien se rompe las piernas para que ya no pueda caminar. Más tarde, Rina lo alcanza pero se niega a salvarlo por lo que le hizo a Masatoshi. Eventualmente murió debido a un castigo por no alcanzar la cima después de 24 horas.
Ryou Sagisawa (?)
Seiyū: Hiroyuki Kagura
Ryou Sagisawa era un estudiante y uno de los últimos sobrevivientes de la Clase 2-1 de la Academia Kure. Él era afeminado y estaba enamorado de Teruaki y comenzó a volverse loco después de su muerte. Cerca del final, resolvió ser un hombre y sacrificarse como lo hizo Teruaki y Nobuaki trató de hacerlo, así que cuando se dio la orden final para cortar los cuerpos de los estudiantes, trató de sacrificarse ofreciéndose a cortar su propia pierna con una Motosierra, resultando en su muerte por pérdida de sangre.
Aya Matsuoka (?)
Seiyū: Yuka Ozaki
Aya Matsuoka era estudiante y entre los últimos sobrevivientes de la Clase 2-1 de la Academia Kure. Enfrentándose a la orden final del Rey, después de ver a Natsuko ayudar a su amigo Ryou a sacrificarse a sí mismo cortándole la pierna, trata de detener a Natsuko estrangulándola. Natsuko inmediatamente la mata cortando su torso.
Rina Minami (?)
Seiyū: Kana Yūki
Rina Minami era una estudiante de la clase 2-1 de la Academia Kure. Bajo la orden del rey de correr por el monte. Nuegarebi, se encuentra con sus compañeros de clase, Takuya y Yuuna, pero se niega a salvar a Takuya por lo que le hizo a Masatoshi y renuncia a salvar a Yuuna después de luchar para evitar que se caiga por un precipicio. Luego se encuentra con Natsuko que la provoca preguntándole si las muertes de sus compañeros de clase fueron en vano y preguntándole si tiene la fuerza de voluntad para matar a todos sus compañeros restantes para ganar el juego. En un pánico impulsado por la culpa, ella regresa para intentar salvarlos, pero tropieza con una rama y cae sobre un acantilado.
Emi Mitazaki (?)
Seiyū: Misaki Suzuki
Haruka Momoki (?)
Seiyū: Kazusa Aranami
Haruka Momoki era una estudiante de Clase 2-1 en la Academia Kure. Su orden era dejar que Tsubasa tocara su pecho, pero la orden no se podía cumplir porque Tsubasa ya había muerto, por lo que ella murió debido a un castigo.
Misaki Nakajima (?)
Seiyū: Risa Yuzuki
Minako Nakao (?)
Seiyū: Mikoi Sasaki
Minako Nakao fue estudiante en el primer juego del rey. Ella era la mejor amiga de Chia Kawano y fue una víctima en el orden de tirada de dados al igual que Chia.
Toshifumi Sakakibara (?)
Seiyū: Hayato Horiuchi
Toshifumi Sakakibara era un estudiante en la clase 2-1 de la Academia Kure. Murió una muerte no especificada en el segundo día del juego del rey.
Yuuichi Satou (?)
Seiyū: Tatsuhisa Suzuki
Yuuichi Satou era un estudiante en la Clase 2-1 de la Academia Kure. Dirigió a la clase al confrontar a Nobuaki por tratar de convencerlos de que el Juego del Rey es real, y luego, por sospechar que Nobuaki es el propio Rey después de que los compañeros de clase fueron asesinados. Mientras golpeaba a Nobuaki, murió por romper una regla no especificada.
Mami Shirokawa (?)
Seiyū: Yuka Ootsubo
Makoto Takada (?)
Seiyū: Makoto Takada
Nanami Takumi (?)
Seiyū: Rie Hanafusa
Daisuke Tasaki (?)
Seiyū: Hisayoshi
Daisuke Tasaki fue el último amigo de Nobuaki en el primer juego del rey. Su familia es muy rica y él aspira a ser músico. Tuvo relaciones sexuales con la novia de Shouta, la compañera de Shouta, debido a la orden del rey. Como resultado, cuando el Rey ordenó a Shouta que asignara una orden a cualquiera en la clase, ordenó a Daisuke que muriera, lo que provocó su muerte.
Hideki Toyota (?)
Seiyū: Kenji Akabane
Hideki Toyota estuvo entre las primeras víctimas del primer juego del rey. Murió debido a un castigo por no tocar los senos de Satomi.
Kana Ueda (?)
Seiyū: Yui Makino
Kana Ueda participó en el primer juego del rey. Ella perdió un concurso de popularidad ordenado por el rey y se suicidó saltando por la ventana, antes de ver el castigo.
Yosuke Ueda (?)
Seiyū: Yuuma Uchida
Yosuke Ueda participó en el primer juego del rey. Murió por romper la regla para evitar hacer algo innecesario, que era llorar.
Shouta Yahiro (?)
Seiyū: Shuuta Morishima
Shouta Yahiro participó en el primer juego del Rey. Ordenó a Daisuke que muriera después de que Daisuki tuviera relaciones sexuales con su novia Misaki debido a la orden del Rey. Más tarde murió debido a un castigo por bloquear los mensajes del rey.
Hiroko Yamaguchi (?)
Seiyū: Miya Amamiya
Keita Yamashita (?)
Seiyū: Yuusuke Nagano
Keita Yamashita participó en el primer juego del Rey. Era el amigo de Naoya, pero en el orden de tirada de dados, su nombre fue llamado involuntariamente por Naoya, lo que resultó en su muerte.

## Medios de comunicación

### Anime
El 1 de agosto de 2017 se anunció una adaptación de siete series de anime por Seven. Se estrenó el 5 de octubre de 2017. La serie está dirigida por Noriyoshi Sasaki y Kenji Konuta está a cargo de la composición de la serie. Kan Soramoto y Yōsuke Itō están a cargo de los diseños de personajes, y también se le atribuye a Soramoto como director de animación. El tema de apertura es "Feed the Fire" por Coldrain y el tema de final es "Lost Paradise " por Pile. Duró 12 episodios.